# Narciarstwo przełajowe
Narciarstwo przełajowe (także: narciarstwo biegowe backcountry, BC, narciarstwo turystyczne) to odmiana narciarstwa realizująca tradycyjne zastosowanie nart jako jednego ze sposobów przemieszczania się po terenie pokrytym śniegiem. Narciarstwo przełajowe bliskie jest narciarstwu biegowemu, ale w przeciwieństwie do tego sportu nie wymaga specjalnie przygotowanych tras.
W potocznym użyciu termin narciarstwo przełajowe rozumiany jest jako przemieszczanie się w terenie pokrytym śniegiem poza przygotowanymi trasami.

## Sprzęt

### Narty i kije
Współcześnie do uprawiania narciarstwa przełajowego zazwyczaj używa się specjalnych nart z grupy BC.
Narty zbudowane są najczęściej na bazie nart biegowych lub śladowych, z których zachowana została budowa warstwowa i komora odbiciowa, choć spotyka się także narty BC bez komory. Są szerokie, taliowane i posiadają stalowe krawędzie, co odróżnia je od nart biegowych. Ze względu na budowę są o wiele lżejsze od nart zjazdowych czy turowych.
Współczesne narty backcountry w środkowej części ślizgu posiadają nacięcia (tzw. łuskę) zapobiegające ześlizgiwaniu się nart na podejściach.
Podobnie jak w narciarstwie biegowym, narciarze backcountry odpychają się dwoma kijami wykonanymi najczęściej z aluminium.

### Wiązania i buty
Do uprawiania narciarstwa przełajowego wykorzystuje się najczęściej dwa systemy wiązań – obydwa będące wzmocnionymi wersjami popularnych wiązań biegowych:
- NNN BC
- SNS X-ADV

Obydwa typy wiązań działają na tych samych zasadach co ich pierwowzory biegowe, ale różnią się przede wszystkim masywnością – są szersze, dłuższe i dają większą stabilność podczas jazdy w trudnych warunkach. Ze względu na inną szerokość nie ma możliwości łączenia produktów przeznaczonych do narciarstwa biegowego z tymi z grupy BC.
Buty do narciarstwa backcountry są wyższe, masywniejsze i cieplejsze od butów biegowych. Dzięki temu lepiej stabilizują kostkę, co jest szczególnie ważne podczas jazdy poza przygotowanymi trasami. Pozwalają też na lepsze panowanie nad nartami, ale są nieco cięższe.

### Technika jazdy
W narciarstwie przełajowym wykorzystuje się techniki znane z narciarstwa biegowego, przede wszystkim technikę klasyczną i telemark.
Styl klasyczny polega na równoległym prowadzeniu nart i jednoczesnym odpychaniu kijami. Ze względu na specyfikę narciarstwa backcountry (bez przygotowanej trasy, często w głębokim śniegu), najczęściej używa się klasyczny krok naprzemianstronny oraz – na podejściach – tzw. jodełkę.
Telemark jest techniką pokonywania zakrętów podczas zjazdów, podczas których pięty narciarza nie są przymocowane do nart, jak to ma miejsce w narciarstwie alpejskim. W narciarstwie biegowym technika jazdy telemarkiem jest wykorzystywana w jego odmianie backcountry, czyli poza przygotowanymi trasami. Termin telemark jest także nazwą niezależnej dyscypliny narciarskiej.